# پل دوطبقه شهدای جهاد
پل شهدای جهاد یکی از پل‌های دو طبقه شهر شیراز، به صورت شبدری است که از بزرگراه حسینی الهاشمی شروع شده و پس از گذر از تقاطع بلوار آفرینش به صورت دوطبقه با گذشتن از کنار شهرک بهشتی و حافظ به بزرگراه دکتر حسابی و بزرگراه آرین متصل می‌شود 
این پل به صورت عرشه ای در ابتدا با یک تقاطع و در انتها به صورت رو گذر با چهار خروجی است که در سال ۱۳۹۵ مورد بهره‌برداری قرار گرفت